# 彈簧床先生
《彈簧床先生》，2011年台灣電影。屬於溫馨愛情喜劇片。由邱彥翔、張心妍、黃文星、林尹釩、唐從聖等人共同演出。故事的時空背景放在「衰衰」的2008年，金融海嘯、王建民受傷、飯島愛自殺…一個「冏冏」的賣床男人的偷情故事，有點小荒謬卻又處處充滿情趣的溫馨小品，有點香頌、有點爵士、有些台味。這部電影同時也是全聯福利中心廣告主角邱彥翔與《超級偶像》第一屆第二名黃文星的第一部電影，2011年1月21日在台灣上映。

## 拍攝場景
《彈簧床先生》全片六成以上在原高雄縣取景拍攝，包括今高雄市澄清湖、斜張橋、月世界、彌陀區及永安區海岸、美濃區客家庄等景點。本片是高雄縣政府首度與義聯集團義大文創合作的電影，獲得高雄縣政府補助新台幣200萬元。

## 大記事
2009年7月13日，本片在高雄縣政府舉辦開鏡記者會，當時本片暫名《彈簧床》。2010年9月17日，高雄縣政府與義聯集團合開本片首映記者會。

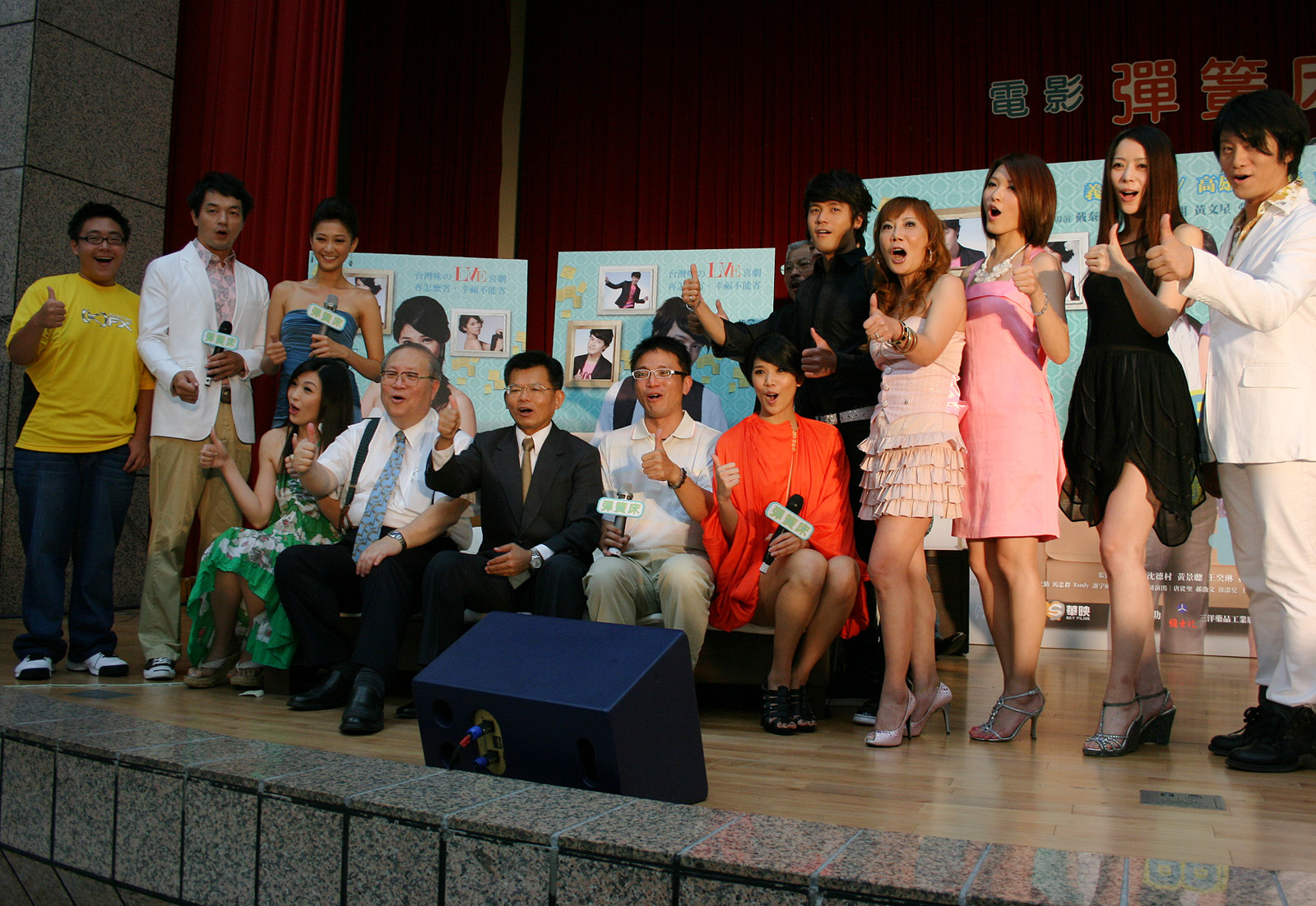
《彈簧床先生》開鏡記者會
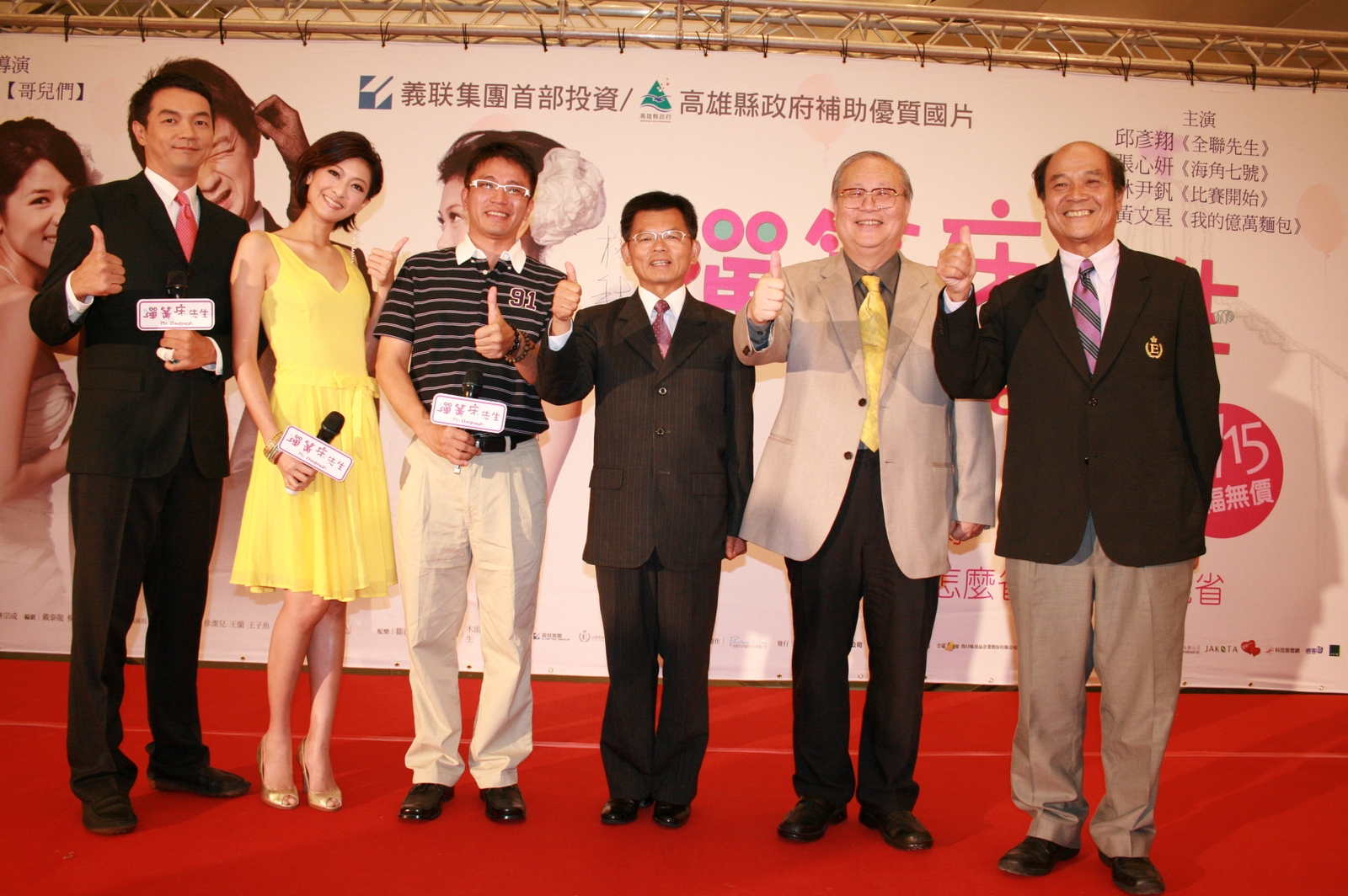
《彈簧床先生》首映記者會

## 演員陣容

### 主要角色
| 角色     | 演員   | 介紹                 |
| 阿海     | 邱彥翔 | 瑄瑄的學長。         |
| 佳音     | 張沁妍 |                      |
| Adili    | 黃文星 | 阿海的學弟，攝影師。 |
| 瑄瑄     | 林尹釩 | 阿海的學妹。         |
| 黑道大姐 | 徐潔兒 |                      |
| 王甘霖   | 王蘭   |                      |
| 牧師     | 唐從聖 |                      |
| 店員     | 郝劭文 |                      |
| 業務員   | 王子魚 |                      |

## 電影歌曲
- 主題曲：1.《木頭情歌》演唱：黃文星，作詞：張芸京/李若君，作曲：張芸京
- 2.《生活》演唱：阿倫，詞曲：阿倫（海豚樂團）
- 片尾曲：《愛上你不奇怪》演唱：唐從聖、林采欣，詞曲：唐從聖